# A-League 2019-2020
Il campionato di A-League 2019-2020 è stata la 15ª edizione della A-League, la massima serie del campionato australiano di calcio.

## Stagione

### Formato
Il campionato si compone di due fasi: la stagione regolare e la fase finale per l'assegnazione del titolo. Nel corso della stagione regolare le 11 squadre si affrontano tre volte con almeno una partita in casa e una in trasferta, per un totale di 27 giornate. Al termine della stagione regolare le prime 6 classificate accedono alla fase finale e le prime tre classificate accedono alla AFC Champions League 2021: le prime due direttamente alla fase a gironi, mentre la terza classificata al secondo turno preliminare. Nella fase finale le prime due classificate nella stagione regolare accedono direttamente alle semifinali. Nel primo turno in partita unica la terza classificata nella stagione regolare affronta la sesta, mentre la quarta affronta la quinta. Nelle semifinali la prima classificata affronta la vincente del primo turno col peggior piazzamento nella stagione regolare, mentre la seconda affronta quella col miglior piazzamento. Anche semifinali e finale si giocano in gara unica. La vincitrice della finale vince il campionato.

## Squadre partecipanti
| Club               | Città            | Stadio                                | Stagione precedente   |
| ------------------ | ---------------- | ------------------------------------- | --------------------- |
| Adelaide Utd       | Adelaide         | Coopers Stadium                       | 4º posto in A-League  |
| Brisbane Roar      | Brisbane         | Suncorp Stadium                       | 9º posto in A-League  |
| C.C. Mariners      | Gosford          | Bluetongue Central Coast Stadium      | 10º posto in A-League |
| Melbourne City     | Melbourne        | AAMI Park                             | 5º posto in A-League  |
| Melbourne Victory  | Melbourne        | Docklands Stadium AAMI Park           | 3º posto in A-League  |
| Newcastle Jets     | Newcastle        | McDonald Jones Stadium                | 7º posto in A-League  |
| Perth Glory        | Perth            | HBF Park                              | 1º posto in A-League  |
| Sydney FC          | Sydney           | Allianz Stadium                       | Campione d'Australia  |
| Wellington Phoenix | Wellington (NZL) | Westpac Stadium                       | 6º posto in A-League  |
| Western Utd        | Melbourne        | Kardinia Park                         |                       |
| Western Sydney     | Sydney           | ANZ Stadium Sydney Showground Stadium | 8º posto in A-League  |

## Stagione regolare

### Classifica finale
| Pos. | Squadra            | Pt | G  | V  | N | P  | GF | GS | DR  |
| ---- | ------------------ | -- | -- | -- | - | -- | -- | -- | --- |
| 1.   | Sydney FC          | 53 | 26 | 16 | 5 | 5  | 49 | 25 | +24 |
| 2.   | Melbourne City     | 47 | 26 | 14 | 5 | 7  | 49 | 37 | +12 |
| 3.   | Wellington Phoenix | 41 | 26 | 12 | 5 | 9  | 38 | 33 | +5  |
| 4.   | Brisbane Roar      | 40 | 26 | 11 | 7 | 8  | 29 | 28 | +1  |
| 5.   | Western Utd        | 39 | 26 | 12 | 3 | 11 | 46 | 37 | +9  |
| 6.   | Perth Glory        | 37 | 26 | 10 | 7 | 9  | 43 | 36 | +7  |
| 7.   | Adelaide Utd       | 36 | 26 | 11 | 3 | 12 | 44 | 49 | -5  |
| 8.   | Newcastle Jets     | 34 | 26 | 9  | 7 | 10 | 32 | 40 | -8  |
| 9.   | Western Sydney     | 33 | 26 | 9  | 6 | 11 | 35 | 40 | -5  |
| 10.  | Melbourne Victory  | 23 | 26 | 6  | 5 | 15 | 33 | 44 | -11 |
| 11.  | C.C. Mariners      | 18 | 26 | 5  | 3 | 18 | 26 | 55 | -29 |

Legenda:
      Ammessa alla AFC Champions League 2021 e alle semifinali dei play-off.
      Ammessa alla AFC Champions League 2021 e al primo turno dei play-off.
      Ammessa al primo turno dei play-off.
Note:
Tre punti a vittoria, uno a pareggio, zero a sconfitta.
La classifica viene stilata secondo i seguenti criteri:
- Punti conquistati
- Differenza reti generale
- Reti totali realizzate
- Punti conquistati negli scontri diretti
- Differenza reti negli scontri diretti
- Minor numero di cartellini rossi ricevuti
- Minor numero di cartellini gialli ricevuti
- Sorteggio

## Fase finale

### Tabellone
|  | Primo turno | Primo turno        | Primo turno    |                |           | Semifinali | Semifinali | Semifinali |  |  | Finale | Finale | Finale |  |
|  |             |                    |                |                |           |            |            |            |  |  |        |        |        |  |
|  |             |                    |                |                |           | 1          | Sydney FC  | 2          |  |  |        |        |        |  |
|  |             |                    |                |                |           | 1          | Sydney FC  | 2          |  |  |        |        |        |  |
|  |             |                    |                | Perth Glory    | 0         |            |            |            |  |  |        |        |        |  |
|  | 3           | Wellington Phoenix | 0              | Perth Glory    | 0         |            |            |            |  |  |        |        |        |  |
|  | 3           | Wellington Phoenix | 0              |                |           |            |            |            |  |  |        |        |        |  |
|  | 6           | Perth Glory        | 1              |                |           |            |            |            |  |  |        |        |        |  |
|  | 6           | Perth Glory        | 1              |                | Sydney FC | Sydney FC  | 1          |            |  |  |        |        |        |  |
|  |             |                    |                |                |           |            |            |            |  |  |        |        |        |  |
|  |             |                    | Melbourne City | Melbourne City | 0         |            |            |            |  |  |        |        |        |  |
|  |             |                    |                | Melbourne City | 0         |            |            |            |  |  |        |        |        |  |
|  |             |                    |                |                |           |            |            |            |  |  |        |        |        |  |
|  |             |                    |                |                |           |            |            |            |  |  |        |        |        |  |
|  |             | 2                  | Melbourne City | 2              |           |            |            |            |  |  |        |        |        |  |
|  |             |                    |                | 2              |           |            |            |            |  |  |        |        |        |  |
|  |             |                    |                | Western Utd    | 0         |            |            |            |  |  |        |        |        |  |
|  | 4           | Brisbane Roar      | 0              | Western Utd    | 0         |            |            |            |  |  |        |        |        |  |
|  | 4           | Brisbane Roar      | 0              |                |           |            |            |            |  |  |        |        |        |  |
|  | 5           | Western Utd        | 1              |                |           |            |            |            |  |  |        |        |        |  |

## Statistiche

### Classifica marcatori
Fonte:, comprensiva delle reti realizzate nei play-off.
| Gol |  |  | Giocatore       | Squadra                              |
| --- |  |  | --------------- | ------------------------------------ |
| 23  |  |  | Jamie Maclaren  | Melbourne City                       |
| 21  |  |  | Adam le Fondre  | Sydney FC                            |
| 19  |  |  | Besart Berisha  | Western United FC                    |
| 14  |  |  | Mitchell Duke   | Western Sydney Wanderers             |
| 13  |  |  | Bruno Fornaroli | Perth Glory                          |
| 12  |  |  | Ulises Dávila   | Wellington Phoenix                   |
| 10  |  |  | Riley McGree    | Adelaide United                      |
| 10  |  |  | Ola Toivonen    | Melbourne Victory                    |
| 10  |  |  | Roy O'Donovan   | Brisbane Roar, Newcastle United Jets |